# Herbert Lewis
John Herbert Lewis (27 décembre 1858 - 10 novembre 1933) est un homme politique libéral gallois.

## Jeunesse et éducation
Né à Mostyn Quay, Flintshire, Lewis est le seul enfant d'Enoch Lewis et de Catherine Roberts. Il fait ses études à l'Université McGill et au Collège Exeter, à Oxford.

## Carrière politique
Lewis est le premier président du conseil du comté de Flintshire. Il est député de Flint Boroughs de 1892 à 1906. En 1894, il démissionne du groupe libéral dans la soi-disant «révolte galloise», rejoignant David Alfred Thomas, David Lloyd George et Francis Edwards. Dans une lettre à Thomas Edward Ellis, Lewis écrit à son ami, alors whip en chef : « Je ne me présenterai plus jamais dans une circonscription en tant que libéral officiel". Bien qu'il se soit rétracté plus tard, cet épisode illustre le sérieux moral d'Herbert Lewis. Avec Lloyd George, Lewis est un partisan enthousiaste de Cymru Fydd, un mouvement nationaliste au sein du libéralisme gallois. Avec Lloyd George et David Alfred Thomas, il s'oppose à la guerre des Boers aux élections générales de 1900. Il est élu pour Flintshire en 1906. Lewis est un Lord du Trésor, de 1905 à 1908. Il est réélu deux fois en 1910, la deuxième fois sans opposition.
Lewis est secrétaire parlementaire du Conseil d'administration locale de 1909 à 1915. Il est secrétaire parlementaire du Board of Education de 1915 à 1922 et joue un rôle clé dans l'élaboration de la Loi sur l'éducation de 1918, souvent connue sous le nom de Loi Fisher. Aux élections générales de 1918, il se présente dans la nouvelle circonscription de l'Université du Pays de Galles comme libéral de la coalition.
Il se voit offrir une pairie lors de sa retraite du Parlement en 1922, mais décline cet honneur. Il est nommé chevalier grand-croix de l'Ordre de l'Empire britannique (GBE) sur la liste des distinctions honorifiques de la dissolution de 1922.  
Lewis est nommé conseiller privé en 1912, homme libre des villes de Flint et d'Aberystwyth, agent de police de Flint Castle, LLD de l'Université du pays de Galles en 1918. Il reçoit la médaille d'or de l'Honorable Society of Cymmrodorion en 1927.
Lewis est un fervent soutien de la Bibliothèque nationale du pays de Galles, située à Aberystwyth. En 1909, il devient vice-président de la bibliothèque. En 1925, alors qu'il marche dans les collines au-dessus de la ville avant une réunion du conseil de la bibliothèque, Lewis est victime d'une chute dans une carrière qui le laisse paralysé pour le reste de sa vie. Bien qu'élu président de la Bibliothèque en 1926, il s'agit d'une nomination en grande partie honorifique.
Membre laïc actif de la Calvinistic Methodist Connexion, Lewis est élu modérateur de la dénomination en 1925, bien qu'il ait décliné le poste. Il est un correspondant intéressé au procès pour manque d'orthodoxie de Thomas Williams (Tom Nefyn) . Le revivaliste gallois Evan Roberts est l'un de ses correspondants.

## Vie privée
Sir John Herbert Lewis est marié deux fois, d'abord en 1886 à Adelaide (morte en 1895), fille de Charles Hughes, éditeur, Wrexham et en 1897 à Ruth, fille de WS Caine, député. De son second mariage, il a un fils et une fille. Il réside à Plas Penucha, Caerwys, Flintshire. Lewis est mort à son domicile, Plas Penucha, en 1933.